# 십치첸포
십치첸포(སྲིབ་ཁྲི་བཙན་པོ, Srib-khri btsan-po)는 토번의 제7대 첸포이다.
| 전 대 닥치짼뽀 | 제7대 토번국 짼뽀 ? - ? | 후 대 지쿰짼뽀 |

| 전임 닥치짼뽀 | 티베트의 국가 원수 ? ~ ? | 후임 지쿰짼뽀 |